# Каронга (громада)
Каро́нга (англ. Karonga) — традиційна громада у складі дистрикту Саліма Центрального регіону Малаві.
Населення — 78297 осіб (2018).